# Itsuki Oda
Itsuki Oda (født 16. juli 1998) er en japansk fodboldspiller.
Han har spillet for flere forskellige klubber i sin karriere, herunder Kashima Antlers.